# Callinicus
Callinicus är ett släkte av tvåvingar. Callinicus ingår i familjen rovflugor.

## Arter inomCallinicus[1]
- Callinicus calcaneus
- Callinicus pictitarsis
- Callinicus pollenius
- Callinicus quadrinotatus
- Callinicus vittatus